# Solly Shoke
Solly Zacharia Shoke (Johannesburgo, 15 de agosto de 1956) es un comandante militar sudafricano. Se unió a Umkhonto we Sizwe (MK), el brazo armado del Congreso Nacional Africano, en la década de 1970, y ejerció como comandante contra el gobierno sudafricano en la década de 1980. Fue transferido a la Fuerza de Defensa Nacional Sudafricana cuando se incorporó a la MK en 1994 y fue jefe de la FDNS desde 2011 hasta el 30 de mayo de 2020.

## Carrera militar
Shoke recibió su educación en el Orlando High School, en el municipio de Orlando, Johannesburgo. Otras cualificaciones académicas incluyen un diploma en recursos humanos de Damelin, un certificado en gestión defensa de la Universidad de Witwatersrand y un certificado en gestión de personal de IPM. Shoke se unió a Umkhonto we Sizwe, el brazo armado del Congreso Nacional Africano (ANC), en la década de 1970. En la década de 1980, ejerció como comandante de campo durante la lucha de liberación contra el gobierno sudafricano. Recibió su formación militar en Angola y asistió al curso de comandante de brigada en la URSS. Se convirtió en miembro de la dirección clandestina de la Operación Vula en 1988. Entre 1993 y 1994, Shoke asistió a un curso intermedio en Zimbabue. En 1994, fue nombrado director de planificación de personal del ejército sudafricano.
En 1998, Shoke dirigió las fuerzas de la Comunidad de Desarrollo de África Meridional durante la Operación Boleas en Lesoto. Fue director de adquisición de personal desde enero de 1999 hasta octubre de 2000, cuando fue ascendido al rango de general de división como director superior de apoyo de recursos humanos. Fue ascendido a jefe del ejército en 2004, y se convirtió en jefe de la Fuerza de Defensa Nacional de Sudáfrica en mayo de 2011.

## Reconocimientos
- Orden de Mendi por su valentía: Shoke recibió la Orden Mendi al Valor (OMBG) por su trabajo en la unidad G5 de Umkhonto we.[7]
- Estrella de plata por su valor (SBS)
- Medalla de plata por su mérito (MMS)
- Orden de Mapungubwe por su valor (OMS)
- Medalla Unitas
- Tshumelo Ikatelaho (medalla de Servicios Generales)
- Medalje vir Troue Diens (medalla por servir lealmente durante 30 años)
- Medalla de plata por su servicio
- Medalla de bronce por su servicio
- Orden del Mérito Militar (Brasil)